# Nes'
Nes' (in russo Несь?) è un villaggio che appartiene al Zapoljarnyj rajon del Circondario autonomo dei Nenec, nella Russia europea del nord. 
Il villaggio si trova sulla riva destra del fiume Nes', che sfocia nel Mar Bianco, a circa 6 miglia dalla foce.